# Савино (городской округ Клин)
Савино — опустевшая деревня в Клинском районе Московской области, в составе Нудольского сельского поселения. Население — 0 чел. (2010). До 2006 года Савино входило в состав Нудольского сельского округа.
Деревня (на современных картах урочище) расположена на юго-западе района, на границе с Истринским районом, примерно в 35 км к юго-западу от райцентра — города Клина, на малой речке Савинке, правом притоке реки Вельги (левый верхний приток Нудоли), высота центра над уровнем моря 222 м. Ближайшие населённые пункты Вертково и Покровское-Жуково — на севере в 1,5 км.

## Население
| 2002 | 2006 | 2010 |
| ---- | ---- | ---- |
| 0    | →0   | →0   |